# Kenneth MacMillan
Sir Kenneth MacMillan, född 11 december 1929 i Dunfermline, död 29 oktober 1992 i London, var en brittisk balettdansare och koreograf och konstnärlig ledare för Royal Ballet i London mellan 1970 och 1977 och dess huskoreograf från 1977 till sin död. Tidigare var han även balettdirektör för Deutsche Oper i Berlin. Han var också biträdande direktör för American Ballet Theatre från 1984 till 1989 samt konstnärligt involverad i Houston Ballet mellan 1989 och 1992.
MacMillan kom från en familj utan bakgrund i balett eller musik, men hade tidigt bestämt sig för att bli dansare. Direktören för Sadler's Wells Ballet, Ninette de Valois, tog honom till sig som sin elev och sedan som medlem i sitt danskompani. I slutet av 1940-talet hade MacMillan en framgångsrik karriär som dansare, men, plågad av scenskräck, övergav han scenen då han blott var i 20-årsåldern. Efter det jobbade han enbart som koreograf; han skapade tio hela baletter och över femtio enaktsstycken. Utöver sitt hängivna arbete med diverse balettkompanier var han aktiv i TV, musikaler, drama, och opera.